# 察兀儿罕
察兀儿罕（Ča'urqan）是蒙古帝国成吉思汗属下的千户长之一，出自兀良哈部。《元朝秘史》中又作察兀儿孩，《圣武亲征录》作抄儿寒。
根据《元朝秘史》，察兀儿罕是“四犬”之一者勒蔑的弟弟。当铁木真与札木合决裂，开始扩大自己的权力时，察兀儿罕和速不台离开了兀良哈部落，跟随之前已经归附铁木真的者勒蔑，加入了铁木真的部队。
作为铁木真的部下，察兀儿罕与阿兒孩合撒兒、塔孩、速客该一起被授予急递使者的职位。根据《元朝秘史》，铁木真在委托这四个人担任这一职务时，告诉这四个人要“做远箭和近箭”。此后不久，铁木真称汗时，察兀儿罕与阿兒孩合撒兒作为使者一起被派去告知札木合。
1203年，铁木真遭到他的义父克烈部的王汗伏击，被迫逃到班朱尼湖，铁木真的弟弟合撒儿也逃到那里见到铁木真，但他的妻子和孩子滞留在王汗处。于是，合撒儿想了一个计划，派遣沼兀列亦惕部落的合里兀答儿和兀良哈部落的察兀儿罕作为使者去见王汗，他说：“我还没能与我的兄弟铁木真团聚，继续过着艰难的生活，听说我的妻子和孩子都在父汗（王汗）身边。如果你能派一个可靠的信使，我就回父汗身边。”铁木真还告诉察兀儿罕等人：“我们会跟踪信使，在客鲁涟河谷的阿儿合勒·苟吉伏击他，当我们返回时，我们将到达阿儿合勒·苟吉会合。”
出使克烈部的合里兀答儿和察兀儿罕按计划与王汗交谈，王汗相信了他们的话，并派出他信任的下属亦秃儿坚作为信使。当察兀儿罕等人按计划到达阿儿合勒·苟吉时，亦秃儿坚注意到了异常情况，试图逃跑，但骑着快腿马的合里兀答儿挡住了他的去路，而骑着慢腿马的察兀儿罕从背后射箭，将马撞倒，并俘虏了亦秃儿坚。铁木真通过察兀儿罕得知了克烈部的动向，率军伏击了王汗的营地，取得了胜利。
1206 年，统一蒙古高原的成吉思汗铁木真建立蒙古帝国时，察兀儿罕被任命为帝国九十五千户中的排名第58的千户长。 当成吉思汗开始将千户分给兄弟儿子时，察兀儿罕被委派给侄子按赤台。按赤台是成吉思汗的兄弟合赤温的儿子，合赤温很早就去世了。在《史集·成吉思汗纪》中记载，合赤温家族共被赐予三千户：“乃蛮千户”、“兀良哈千户”、“塔塔儿千户”，其中“兀良哈千户”被认为是察兀儿罕率领的千户。14世纪末，明朝初年，从蒙古高原东部的出现了一个名为“兀良哈”的群体，明朝将其命名为“朶顔衛”。从居住区域（合赤温后王辖地）和“兀良哈”这个名字推测，其为由察兀儿罕率领的兀良哈千户的后裔。

## 传记资料
- 《蒙兀兒史記》卷第廿九　列传第十一